# Канн, Пеэтер
Пеэтер Канн (эст. Peeter Kann; в Русской армии — Пётр Степанович Канн; 28 декабря 1882 (9 января 1883) — 18 января 1943) — офицер Русской императорской армии, полковник Эстонской армии, участник Первой мировой войны и Освободительной войны в Эстонии. Кавалер ордена Святого Георгия 4-й степени и Креста Свободы 1-го класса 2-й степени. Юрист, с 1920 года — судья Верховного суда Эстонии.

## Биография
Пётр Канн родился 28 декабря 1882 года на мызе Геллама на острове Моон (Аренсбургский уезд) в православной семье псаломщика и школьного учителя Стефана Матвеевича Канна и Елены Ивановны Канн. Обучался в Гелламской православной приходской школе, Аренсбургском 3-классном городском училище и Аренсбургской гимназии.
В 1904 году поступил на юридический факультет Императорского Санкт-Петербургского университета. В связи с революционными беспорядками 1905 года и бедственным материальным положением, вынуждавшим его работать вместо учёбы, смог окончить университет только в январе 1911 года. Занимался адвокатской деятельностью.
В октябре 1911 года призван на военную службу рядовым на правах вольноопределяющегося 1-го разряда в 113-й пехотный Старорусский полк. В 1913 году сдал экзамен на чин прапорщика и уволен в запас. Вернулся к адвокатской деятельности.
С началом Первой мировой войны призван на военную службу, зачислен в 193-й пехотный Свияжский полк. Воевал в Галиции, в октябре 1914 года получил контузию. Приказом командующего 8-й армией, утверждённым Высочайшим Приказом 24 апреля 1915 года, награждён орденом Святого Георгия 4-й степени:
За то, что 2-го декабря 1914 года у д. Склетницы-Лщовск атаковал противника, выбил его из окопов, взял в плен неприятельскую роту с офицерами, занял окопы, чем способствовал общему успеху.
Прикомандирован к 191-му пехотному Ларго-Кагульскому полку. 11 марта 1915 года в бою у деревни Куринка на высоте Красна Гора получил ранение. 17 июля 1915 года произведён в подпоручики, со старшинством со 2 декабря 1914 года. В сентябре того же года переведён в 436-й пехотный Новоладожский полк, где командовал ротой и, в дальнейшем, батальоном. 9 мая 1916 года произведён в поручики (со старшинством с 9 октября 1915 года) и в апреле 1917 года — в штабс-капитаны.
После Февральской революции вступил в комитет эстонских военнослужащих 12-й армии, где стал помощником председателя. В июне 1917 года назначен командиром 1-го батальона 1-го Эстонского пехотного полка, в дальнейшем являлся помощником командира этого полка.
2 ноября 1917 года назначен помощником командира 3-го Эстонского пехотного полка, с января 1918 года — временно исправляющим должность командира, с 8 марта — командиром полка и произведён в подполковники. В апреле того же года демобилизован.
11 ноября 1918 года назначен начальником Союза обороны Ревеля и Ревельского уезда (Харьюской дружины) и комендантом Ревеля. 7 декабря 1918 года назначен военным прокурором, но уже в конце того же месяца назначен Главным штабом руководить организацией призыва добровольцев.
28 января 1919 года назначен командиром бригады 2-й дивизии, 5 апреля 1919 года — временно командующим 3-й дивизией и 20 апреля — помощником начальника 3-й дивизии. 8 декабря 1919 года произведён в полковники (в ноябре 1922 года переименован в колонели) и назначен военным прокурором, оставаясь в этой должности до 5 января 1921 года.
В декабре 1920 года назначен членом Верховного суда Эстонии, с 1923 по 1940 год являлся руководителем уголовного отделения суда, в 1924—1926 годах — помощник председателя суда. 1 января 1924 года зачислен в запас армии.
Читал лекции по военному уголовному праву в Тартуском университете. С 1933 года — помощник начальника Тартуской дружины Союза обороны, с 1935 года — член совета старейшин Союза обороны. Также член и руководитель других общественных организаций — Братья креста Свободы, высший совет Эстонской апостольской православной церкви, и других.
13 декабря 1940 года арестован в Таллине. 3 апреля 1941 года военным трибуналом приговорён по статье § 58-13 к смертной казни, в мае 1941 года заменённой решением Президиума Верховного Совета СССР на 10 лет тюремного заключения. Содержался в Усольлаге.
Умер 17 или 18 января 1943 года.

## Награды
За время службы Канн был удостоен наград:
Российская империя
- Орден Святого Георгия 4-й степени (приказ 8-й армии № 251 от 24 декабря 1914 года, утверждено Высочайшим Приказом 24 апреля 1915 года)
- Орден Святой Анны 2-й степени с мечами (Высочайший Приказ 10 сентября 1916 года)
- Орден Святого Станислава 2-й степени с мечами (Высочайший Приказ 15 июня 1915 года)
- Орден Святой Анны 3-й степени с мечами и бантом (Высочайший Приказ 22 июня 1915 года)
- Орден Святого Станислава 3-й степени с мечами и бантом (приказ 8-й армии, утверждено Высочайшим Приказом 21 октября 1915 года)
- Орден Святой Анны 4-й степени с надписью «За храбрость» (приказ 8-й армии, утверждено Высочайшим Приказом 13 марта 1915 года)

Эстония
- Крест Свободы 1-го класса 2-й степени (11 марта 1920 года)
- Орден Орлиного креста 2-й степени (14 февраля 1929 года)
- Орден Белой звезды 2-й степени (24 февраля 1938 года)
- Белый крест Союза обороны 3-й степени
- Медаль «В память Освободительной войны»

Другие государства
- Военный орден Лачплесиса 3-й степени (Латвия, LKOK nr.3/1776 11 декабря 1924 года)
- Орден Трёх звёзд 2-й степени (Латвия)
- Памятный знак Освободительной войны Латвии
- Медаль «В память 10-летия Освободительной войны Латвийской Республики»
- Орден Возрождения Польши 3-й степени (Польша)

## Семья
4 сентября 1921 года Пеэтер Канн женился на Марте-Амалии-Анне Йоханнсон (урожд. Полакессе; род. 1893). Детей не имели.
Марта Канн в 1941 году выслана на поселение в Сибирь, ссылка прекращена в 1955 году.
Брат — Николай Канн (14 [26] апреля 1873 — 17 февраля 1948), учитель, в 1915—1933 годах директор Ревельского Петровского реального училища (Таллинской реальной мужской гимназии), в 1933—1936 годах министр образования и социальной политики Эстонии.